# Hirkî, Lebedîn
Hirkî (în ucraineană Гірки) este un sat în comuna Prîstailove din raionul Lebedîn, regiunea Sumî, Ucraina.

## Demografie
Componența lingvistică a localității Hirkî
     Ucraineană (97,67%)
     Rusă (1,16%)
     Română (1,16%)
Conform recensământului din 2001, majoritatea populației localității Hirkî era vorbitoare de ucraineană (97,67%), existând în minoritate și vorbitori de rusă (1,16%) și română (1,16%).